# Alligatorium
Alligatorium meyeri
Genre
Espèce
Alligatorium est un genre fossile de petits reptiles Crocodyliformes néosuchiens basaux semi-aquatiques, du clade des Atoposauridae,,.
Il n'est connu qu'en France, en région Auvergne-Rhône-Alpes, sur le site paléontologique de Cerin dans le département de l'Ain. Ce niveau stratigraphique est daté du Jurassique supérieur (Kimméridgien), soit il y a environ entre 154,8 et 149,2 millions d'années.
Une seule espèce est rattachée au genre : Alligatorium meyeri, décrite par le paléontologue français Paul Gervais en 1871,.

## Anciennes espèces
- Alligatorium franconicum, découverte en Allemagne et décrite en 1906 a été reclassée en 2016 comme un néosuchien incertae sedis[3].
- Alligatorium depereti, du Crétacé inférieur d'Espagne, décrite en 1915, a été réattribuée en 1988 à un nouveau genre, qui lui est propre, Montsecosuchus[2], exclu des Atoposauridae en 2016 par Tennant et ses collègues[3].

## Description
C'est un Crocodyliformes de petite taille dont le crâne ne mesure que 6,6 centimètres de long. 

## Classification
Le cladogramme ci-dessous, établi en 2016 par Tennant et ses collègues, montre la composition du petit clade des Atoposauridae et la position de l'espèce du genre Alligatorium :
|  | Alligatorellus bavaricus |
|  |                          |
|  | Alligatorellus beaumonti |
|  |                          |

|  | Atoposaurus jourdani     |
|  |                          |
|  | Atoposaurus oberndorferi |
|  |                          |

|  | Alligatorellus bavaricus |
|  |                          |
|  | Alligatorellus beaumonti |
|  |                          |

|  | Atoposaurus jourdani     |
|  |                          |
|  | Atoposaurus oberndorferi |
|  |                          |

|  | Alligatorellus bavaricus |
|  |                          |
|  | Alligatorellus beaumonti |
|  |                          |

|  | Atoposaurus jourdani     |
|  |                          |
|  | Atoposaurus oberndorferi |
|  |                          |

|  | Alligatorellus bavaricus |
|  |                          |
|  | Alligatorellus beaumonti |
|  |                          |

|  | Atoposaurus jourdani     |
|  |                          |
|  | Atoposaurus oberndorferi |
|  |                          |